# S/2015 (136472) 1

السهم يشير للقمر م ك 2

إس/2015 (136472) 1 قمر الكوكب القزم ماكيماكي الملقب ب MK 2 من قبل فريق الاكتشاف . في 26 أبريل 2016 وأثناء فحصه لنظامنا الشمسي عن كثب، رصد تلسكوب هابل التابع لوكالة الفضاء الأمريكية ناسا قمراً صغيراً مظلماً يدور حول الكوكب القزم ماكيماكي، ثاني ألمع الكواكب القزمة الجليدية الموجودة في حزام كايبر - بعد بلوتو. وقد لاحظ العلماء أن هذا القمر، والذي يُرمز له بالرمز S/2015 (136472) 1 ويُلقّب بـ MK2 من قبل فريق الاكتشاف ، MK 2 أخفتُ من كوكب ماكيماكي بأكثر من 1,300 مرة
إس/2015 (136472) 1 القمر الوحيد المعروف للكوكب القزم ماكيماكي .
وتشير التقديرات إلى أن قطرة حاولي 175 كم (110 ميل) وله محور شبه رئيسي 21,000 كيلومتر (13,000 ميل) على الأقل من ماكيماكي.